# Anthony Wilding
Anthony "Tony" Frederick Wilding (31. oktober 1883 – 9. maj 1915) var en newzealandsk tennisspiller. Wilding vandt herresingle-rækken ved Wimbledon fire år i træk, fra 1910-1913. Dermed blev han den første, og hidtil eneste, newzealandske herresingle til at vinde Wimbledon. Han vandt desuden Australian Open to gange, i 1906 og 1909.
Wilding deltog som soldat på vestfronten under 1. verdenskrig, hvor han i 1915 blev dræbt under et slag.